# Olga Månsson
Olga Månsson var en svensk friidrottare (stående längdhopp). Hon tävlade för Falkenbergs IK (1934-1936, 1939-1940) och Göteborgs Kvinnliga IK (1938).